# Pál Szekeres
Pál Szekeres (ur. 26 maja 1964 w Budapeszcie) – węgierski szermierz, specjalizujący się we florecista i szabli, a także urzędnik państwowy, działacz sportowy i polityk. Brązowy medalista olimpijski w drużynie, sześciokrotny medalista igrzysk paraolimpijskich w szermierce na wózkach, poseł do Parlamentu Europejskiego X kadencji.

## Życiorys

### Kariera sportowa
Trenował szermierkę, specjalizując się początkowo we florecie. Trzykrotnie zdobył medale na letniej uniwersjadzie – w 1985 złoto w drużynie, w 1987 brąz indywidualnie i w 1989 srebro w drużynie. Wystartował na igrzyskach olimpijskich w Seulu w 1988. Reprezentacja Węgier (w składzie Zsolt Érsek, Pál Szekeres, István Szelei, István Busa i Róbert Gátai) wywalczyła wówczas drużynowo brązowy medal. W zawodach indywidualnych zajął 28. miejsce.
W 1991 brał udział w wypadku drogowym, po którym porusza się na wózku inwalidzkim. Zaczął trenować szermierkę na wózkach. Już w 1992 wystąpił na igrzyskach paraolimpijskich w Barcelonie, na których wywalczył indywidualnie złoty medal we florecie. Stał się tym samym pierwszym w historii sportowcem, który zdobył medal na zarówno na igrzyskach olimpijskich, jak i na igrzyskach paraolimpijskich. Na rozgrywanych cztery lata później igrzyskach paraolimpijskich w Atlancie był najlepszy indywidualnie we florecie i szabli. Następnie zajął indywidualnie trzecie miejsce we florecie podczas igrzysk paraolimpijskich w Sydney w 2000. Wynik ten powtórzył na igrzyskach paraolimpijskich w Atenach w 2004 (w szabli) oraz na igrzyskach paraolimpijskich w Pekinie w 2008 (we florecie). Wystąpił także na igrzyskach paraolimpijskich w Londynie w 2012. W tym samym roku zakończył karierę sportową.

### Wykształcenie, działalność zawodowa i publiczna
W 1992 uzyskał dyplom trenera szermierki w akademii wychowania fizycznego Magyar Testnevelési Főiskola. W 1997 ukończył marketing i komunikację na uczelni handlowej Külkereskedelmi Főiskola. Był działaczem Węgierskiego Forum Demokratycznego. W latach 1999–2005 pełnił funkcję zastępcy sekretarza stanu w ministerstwie do spraw dzieci, młodzieży i sportu. W 2010 powołany na zastępcę sekretarza stanu w resorcie zasobów narodowych (przekształconego potem w ministerstwo zasobów ludzkich). Odpowiadał za sprawy dotyczące sportu; zrezygnował z tego stanowiska w 2014.
Został również działaczem sportowym; wszedł w skład kierownictwa Europejskiego Komitetu Paraolimpijskiego. Do 2016 zasiadał w zarządzie krajowego komitetu paraolimpijskiego. W tym samym roku objął funkcję przewodniczącego komitetu wykonawczego szermierki na wózkach w strukturze IWAS.
W 2024 został kandydatem Fideszu w wyborach europejskich, uzyskując w wyniku głosowania z czerwca tegoż roku mandat posła do PE X kadencji.